# كركم
زعفران الهند، عروق صفر، مايران أو عروق الصباغين أو الكركم (الكركم الطويل) هو جذمور ونبات عشبي أو نبات معمر من الفصيلة الزنجبيلية. موطنه الأصلي هو جنوب غرب الهند. وهو يحتاج درجات حرارة تتراوح بين 20 و30 °C (68 و86 °F) وكمية كبيرة من الأمطار السنوية ليزدهر. وتجمع النباتات سنويا للاستفادة من الجذمور وتنشر بعض من تلك الجذور في الموسم التالي.
عندما لا تستخدم طازجة، فإن الجذور تغلى لمدة 30-45 دقيقة ثم تجفف في أفران ساخنة، وبعد ذلك تطحن حيث تتحول إلى بودرة داكنة برتقالية اللون أو صفراء يشيع استخدامها بوصفها من أهم التوابل في المطبخ الهندي، والمأكولات الباكستانية أما الكاري، فيستخدم كنوع من الصبغات، ويستفاد من إضفاء لونه إلى التوابل. ويوجد عنصر واحد نشط الكركمين، الذي لديه مظهر ترابي واضح، وهو مر قليلا، وحار قليلا فلفلي وله نكهة ورائحة المسطردة.

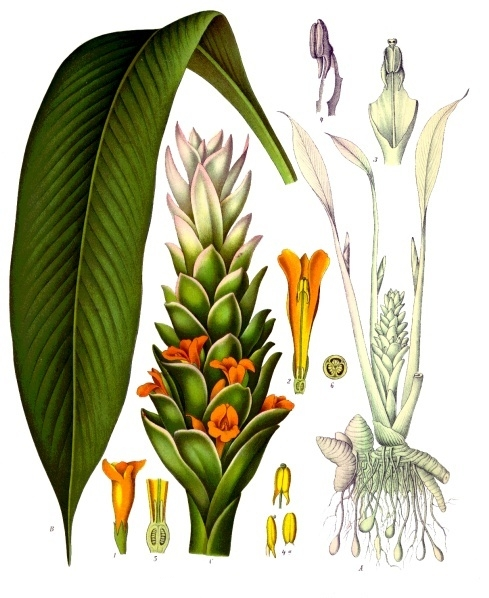
عرض من الوجهة النباتيةللكركم الطويل

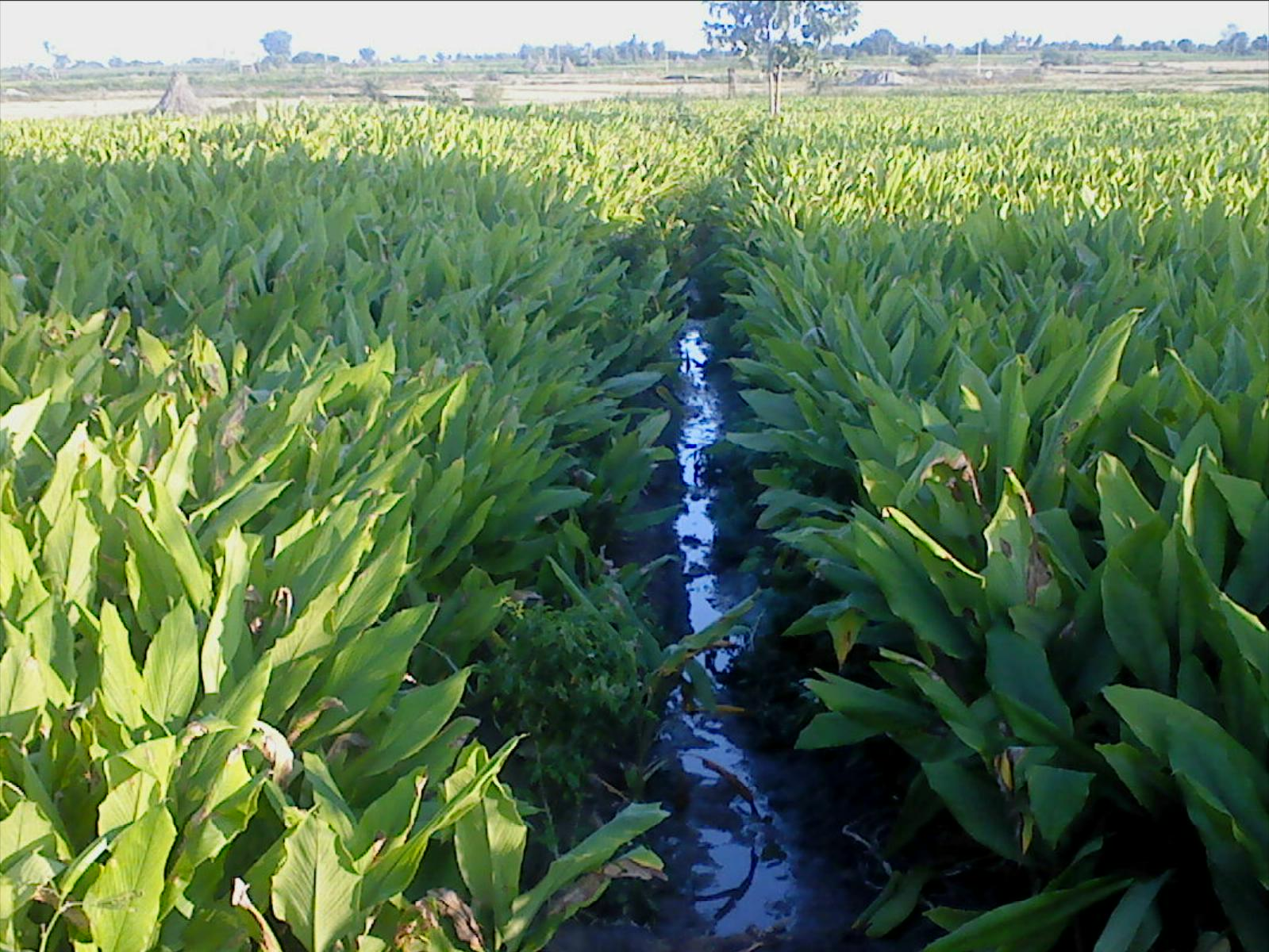
حقل الكركم في قرية هندية

الهند، وهي بلد منتج كبير للكركم، لديها أسماء إقليمية على أساس اللغة والبلد.

## أسماء أخرى
الخرقوم (في المغرب العربي) أو الهُرْد أو أصابع صفر أو الْوَرْس أو كركب أو عقيد هندي أو مرساد أو شجرة الكف أو كف مريم أو أصابع صفر، الزنجبيلية أو عروق الصباغين

## الموئل والانتشار

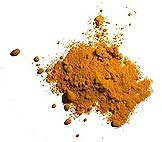
كركم

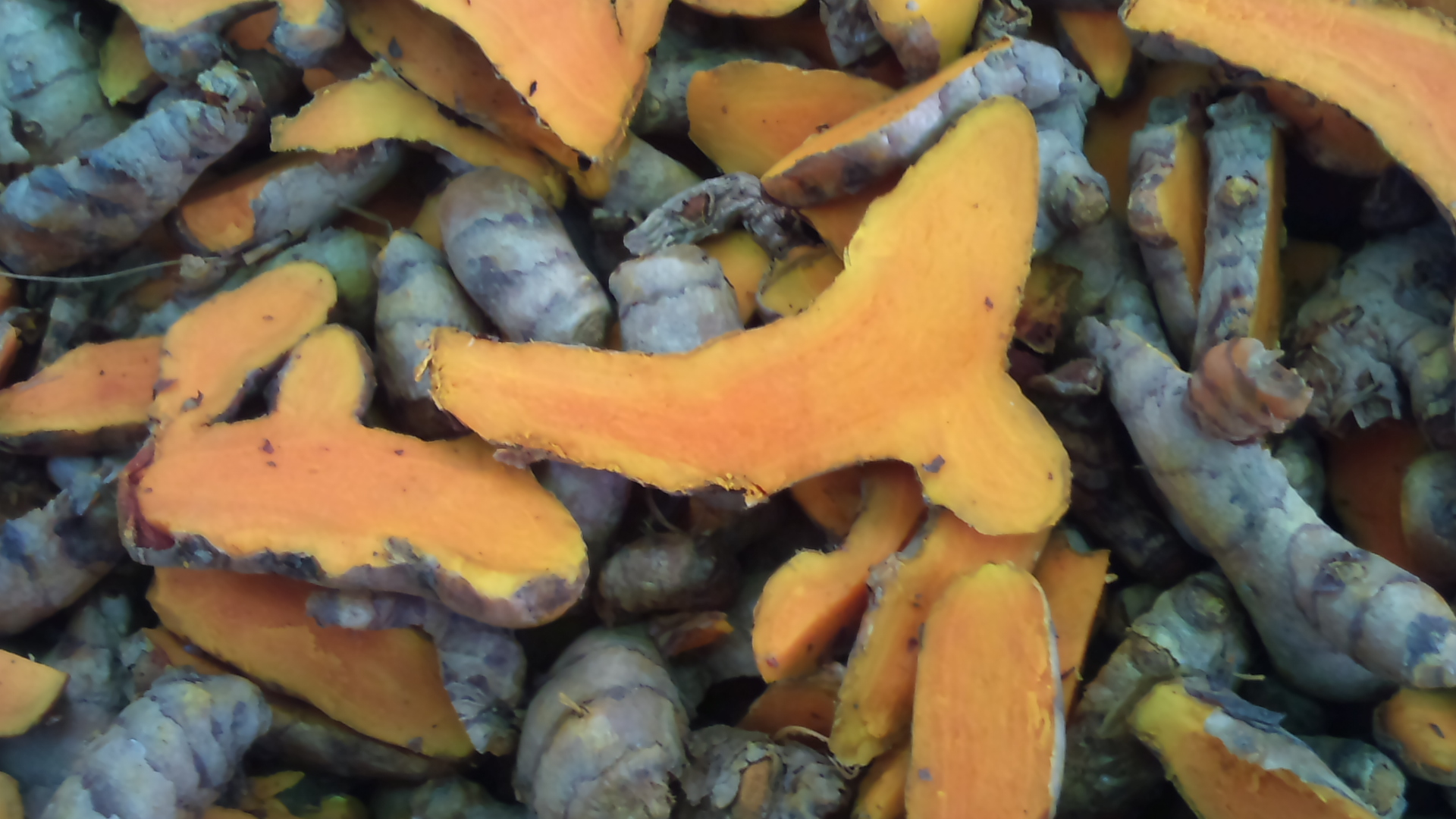
قطع كركم

ينتشر في الهند وأندونسيا يعرف علمياً باسم كركوما لونجا Curcuma longa، (Turmeric).